# Colpo di genio (volume)
Colpo di genio (titolo originale Three at Wolfe's Door) è un volume di Rex Stout che raccoglie tre romanzi brevi con protagonista Nero Wolfe, e pubblicato per la prima volta negli Stati Uniti nel 1960 presso Viking Press.

## Contenuto
- Colpo di genio (1960)
- Assassinio indiretto (1960)
- Nero Wolfe preso al lazo (1960)

## Edizioni in italiano
- Rex Stout, Tris di Nero Wolfe: Assassinio indiretto, Come volevasi dimostrare, Colpo di genio, Milano: A, Mondadori, 1961
- Rex Stout, 11: Colpo di genio, Nero Wolfe preso al lazo, Assassinio indiretto, Milano: A. Mondadori, 1984 (fa parte di: I romanzi brevi di Rex Stout)